# Campoplex arvensis
Campoplex arvensis là một loài tò vò trong họ Ichneumonidae.